# París-Niça 1974
La París-Niça 1974 fou la 32a edició de la París-Niça. És un cursa ciclista que es va disputar entre el 9 i el 16 de març de 1974. La cursa fou guanyada pel neerlandès Joop Zoetemelk, de l'equip Gan-Mercier, per davant del seu company d'equip Alain Santy i d'Eddy Merckx (Molteni). La classificació de la muntanya fou guanyada per Jean-Pierre Danguillaume, Rik van Linden s'emportà la classificació de la regularitat i el conjunt Gan-Mercier la d'equips.
La prova es converteix en Open al participar-hi l'equip nacional de Polònia.

## Participants
En aquesta edició de la París-Niça hi preneren part 140 corredors dividits en 14 equips: Gan-Mercier, Molteni, IJsboerke-Colner, Peugeot-BP-Michelin, Selecció de Polònia, MIC-Ludo-De Gribaldy, Merlin Plage-Flandria, Sonolor-Gitane, Bic, Rokado, Kas, Bianchi-Campagnolo, Magiglace-Juaneda, Jobo-Lejeune. La prova l'acabaren 71 corredors.

## Resultats de les etapes
| Etapes              | Data       | Recorregut                     | Km     | Vencedor d'etapa             | Líder de la general |
| ------------------- | ---------- | ------------------------------ | ------ | ---------------------------- | ------------------- |
| Pròleg              | 9 de març  | Saint-Fargeau-Ponthierry (CRE) | 6 km   | Eddy Merckx i Joseph Bruyere | Eddy Merckx         |
| 1a etapa            | 10 de març | Ponthierry-Orleans             | 209 km | Eddy Merckx                  | Eddy Merckx         |
| 2a etapa            | 11 de març | Sully-sur-Loire-Château-Chinon | 201 km | Bernard Thevenet             | Eddy Merckx         |
| 3a etapa            | 12 de març | Paray-le-Monial-Saint-Étienne  | 164 km | Cyrille Guimard              | Eddy Merckx         |
| 4a etapa            | 13 de març | Saint-Étienne-Aurenja          | 216 km | Eric Leman                   | Eddy Merckx         |
| 5a etapa            | 14 de març | Aurenja-Bandol                 | 214 km | Eddy Merckx                  | Eddy Merckx         |
| 6a etapa, 1r sector | 15 de març | Carqueiranne-Mont Faron (CRI)  | 21 km  | Joop Zoetemelk               | Joop Zoetemelk      |
| 6a etapa, 2n sector | 15 de març | Toló-Draguignan                | 112 km | Alfred Gaida                 | Alain Santy         |
| 7a etapa, 1r sector | 16 de març | Seillans-Niça                  | 110 km | Rik van Linden               | Alain Santy         |
| 7a etapa, 2n sector | 16 de març | Niça-Coll d'Èze (CRI)          | 9.5 km | Joop Zoetemelk               | Joop Zoetemelk      |

## Etapes

### Pròleg
9-03-1974. Saint-Fargeau-Ponthierry, 6 km. CRI
Pròleg disputat per parelles.
|   | Ciclista                      | Equip            | Temps  |
| - | ----------------------------- | ---------------- | ------ |
| 1 | Eddy Merckx i Joseph Bruyere  | Molteni          | 8' 12" |
| 2 | Rik van Linden i Roger Swerts | Ijsboerke-Colner | + 5"   |
| 3 | Alain Santy i Cees Bal        | Gan-Mercier      | + 8"   |

### 1a etapa
10-03-1974. Ponthierry-Orleans, 209 km.
|   | Ciclista           | Equip               | Temps      |
| - | ------------------ | ------------------- | ---------- |
| 1 | Eddy Merckx        | Molteni             | 5h 10' 57" |
| 2 | Ryszard Szurkowski | Selecció de Polònia | m. t.      |
| 3 | Rik van Linden     | Ijsboerke-Colner    | m. t.      |

### 2a etapa
11-03-1974. Sully-sur-Loire-Château-Chinon 201 km.
|   | Ciclista         | Equip                 | Temps      |
| - | ---------------- | --------------------- | ---------- |
| 1 | Bernard Thevenet | Peugeot-BP-Michelin   | 5h 23' 25" |
| 2 | Georges Pintens  | MIC-Ludo-De Gribaldy  | m. t.      |
| 3 | Cyrille Guimard  | Merlin Plage-Flandria | + 1"       |

### 3a etapa
12-03-1974. Paray-le-Monial-Saint-Étienne 164 km.
|   | Ciclista         | Equip                 | Temps      |
| - | ---------------- | --------------------- | ---------- |
| 1 | Cyrille Guimard  | Merlin Plage-Flandria | 4h 31' 47" |
| 2 | Willy Planckaert | Ijsboerke-Colner      | m. t.      |
| 3 | Rik van Linden   | Ijsboerke-Colner      | m. t.      |

### 4a etapa
13-03-1974. Saint-Étienne-Aurenja, 216 km.
|   | Ciclista           | Equip               | Temps      |
| - | ------------------ | ------------------- | ---------- |
| 1 | Eric Leman         | Bic                 | 5h 33' 09" |
| 2 | Rik van Linden     | IJsboerke-Colner    | m. t.      |
| 3 | Ryszard Szurkowski | Selecció de Polònia | m. t.      |

### 5a etapa
14-03-1974. Aurenja-Bandol, 214 km.
Guimard és colpejat per un espectador després de l'sprint final trencant-se un canell.
|   | Ciclista        | Equip                 | Temps      |
| - | --------------- | --------------------- | ---------- |
| 1 | Eddy Merckx     | Molteni               | 5h 36' 39" |
| 2 | Cyrille Guimard | Merlin Plage-Flandria | m. t.      |
| 3 | Rik van Linden  | IJsboerke-Colner      | m. t.      |

### 6a etapa, 1r sector
15-03-1974. Carqueiranne-Mont Faron, 21 km. (CRI)
El líder Merckx no rendeix al seu nivell per culpa d'una bronquitis.
|   | Ciclista         | Equip               | Temps   |
| - | ---------------- | ------------------- | ------- |
| 1 | Joop Zoetemelk   | Gan-Mercier         | 39' 20" |
| 2 | Bernard Thevenet | Peugeot-BP-Michelin | + 28"   |
| 3 | Raymond Poulidor | Gan-Mercier         | + 30"   |

### 6a etapa, 2n sector
15-03-1974. Toló-Draguignan, 112 km.
|   | Ciclista       | Equip          | Temps      |
| - | -------------- | -------------- | ---------- |
| 1 | Alfred Gaida   | Rokado         | 3h 01' 16" |
| 2 | Alain Santy    | Gan-Mercier    | m. t.      |
| 3 | Gérard Besnard | Sonolor-Gitane | + 44"      |

### 7a etapa, 1r sector
16-03-1974. Seillans-Niça, 110 km.
|   | Ciclista           | Equip               | Temps      |
| - | ------------------ | ------------------- | ---------- |
| 1 | Rik van Linden     | IJsboerke-Colner    | 2h 50' 24" |
| 2 | Ryszard Szurkowski | Selecció de Polònia | m. t.      |
| 3 | Jean-Paul Richard  | Gan-Mercier         | m. t.      |

### 7a etapa, 2n sector
16-03-1974. Niça-Coll d'Èze, 9.5 km. CRI
|   | Ciclista          | Equip          | Temps   |
| - | ----------------- | -------------- | ------- |
| 1 | Joop Zoetemelk    | Gan-Mercier    | 20' 39" |
| 2 | Joaquim Agostinho | Bic            | + 14"   |
| 3 | Mariano Martinez  | Sonolor-Gitane | + 41"   |

## Classificacions finals

### Classificació general
|    | Ciclista          | Equip               | Temps       |
| -- | ----------------- | ------------------- | ----------- |
| 1  | Joop Zoetemelk    | Gan-Mercier         | 33h 16' 55" |
| 2  | Alain Santy       | Gan-Mercier         | + 29"       |
| 3  | Eddy Merckx       | Molteni             | + 1' 01"    |
| 4  | Bernard Thevenet  | Peugeot-BP-Michelin | + 1' 26"    |
| 5  | Raymond Poulidor  | Gan-Mercier         | + 1' 33"    |
| 6  | Mariano Martinez  | Sonolor-Gitane      | + 2' 11"    |
| 7  | Hennie Kuiper     | Rokado              | + 2' 25"    |
| 8  | Leif Mortensen    | Bic                 | + 3' 08"    |
| 9  | Miguel María Lasa | Kas                 | + 3' 29"    |
| 10 | Rik van Linden    | IJsboerke-Colner    | + 3' 34"    |

## Evolució de les classificacions
| Etapa (Vencedor)                       | Classificació general |
| -------------------------------------- | --------------------- |
| 0Pròleg (Eddy Merckx i Joseph Bruyere) | Eddy Merckx           |
| 0Etapa 1 (Eddy Merckx)                 | Eddy Merckx           |
| 0Etapa 2 (Bernard Thevenet)            | Eddy Merckx           |
| 0Etapa 3 (Cyrille Guimard)             | Eddy Merckx           |
| 0Etapa 4 (Eric Leman)                  | Eddy Merckx           |
| 0Etapa 5 (Eddy Merckx)                 | Eddy Merckx           |
| 0Etapa 6, 1r sector (Joop Zoetemelk)   | Joop Zoetemelk        |
| 0Etapa 6, 2n sector (Alfred Gaida)     | Alain Santy           |
| 0Etapa 7, 1r sector (Rik van Linden)   | Alain Santy           |
| 0Etapa 7, 2n sector (Joop Zoetemelk)   | Joop Zoetemelk        |